# Typhlops porrectus
Typhlops porrectus là một loài rắn trong họ Typhlopidae. Loài này được Stoliczka mô tả khoa học đầu tiên năm 1871.